# Limber Pérez
Limber Omar Pérez Mauricio (Colón, Honduras, 26 de julio de 1976) es un exfutbolista y periodista hondureño. Jugó de defensa y su último equipo fue el Motagua. Hace parte del selecto grupo de futbolistas que militaron en los Cuatro Grandes del Fútbol Hondureño: Olimpia, Motagua, Real España y Marathón. Limber Pérez casi logra la hazaña de convertirse en el único hondureño en ganar un título con cada uno de los Cuatro Grandes del Fútbol Hondureño. En el año 2013 se graduó de la carrera de Periodismo en la Universidad Nacional Autónoma de Honduras (UNAH). Ha incursionado en la política de su país como aspirante a diputado para el Congreso Nacional de Honduras, con el movimiento "Juntos Podemos" del Partido Nacional para las Elecciones generales de Honduras de 2021. Actualmente, Limber Pérez cursa estudios en la carrera de Licenciatura en Derecho en la  Universidad José Cecilio del Valle.

## Selección nacional
Ha sido internacional con la Selección de fútbol de Honduras. Debutó el 7 de julio de 2001 durante un amistoso contra la Selección de Ecuador, el cual finalizó con paridad de 1 a 1. 
Disputó la Copa América 2001, en donde Honduras se adjudicó el 3° puesto dejando en el camino a selecciones como Brasil y Uruguay. El partido de Brasil contra Honduras en los cuartos de final concluyó con un marcador de 0 a 2 a favor de la selección hondureña, en el que, Limber Pérez facilitó el segundo gol para su equipo con una asistencia al minuto 45'+ 4' del segundo tiempo. En ese mismo encuentro realizó otra asistencia que culminó en gol pero fue anulado por el árbitro, quien consideró que el balón había rebasado la línea de fondo.
Después de la destacada participación en la Copa América, Honduras ascendió del puesto 48 al 23 en el Ranking de la FIFA. En el siguiente mes, Honduras ascendió al puesto 20. Este ha sido el punto más alto en la historia del equipo hondureño en el ranking mundial.
En el año 2002, luego de las eliminatorias mundialistas, Limber Pérez fue convocado nuevamente a la Selección de fútbol de Honduras para jugar el torneo internacional Carlsberg Cup, actualmente conocido como Lunar New Year Cup. Limber Pérez disputó ambos partidos con su selección en la cuadrangular de dicho torneo y se consagró campeón sobrepasando de forma sorpresiva a Eslovenia por 5 a 1 en la semifinal y derrotando a Hong Kong por 1 a 0 en la fase final.

### Participaciones en Copa América
| Copa América      | Sede     | Resultado    | Part. | Goles | Asist. |
| ----------------- | -------- | ------------ | ----- | ----- | ------ |
| Copa América 2001 | Colombia | Tercer lugar | 6     | 0     | 1      |

## Clubes

### Clubes de Honduras
| Club         | País     | Año         |
| ------------ | -------- | ----------- |
| Marathón     | Honduras | 1996 - 1998 |
| Platense     | Honduras | 1998 - 1999 |
| Broncos UNAH | Honduras | 1999 - 2002 |
| Olimpia      | Honduras | 2002 - 2003 |
| Real España  | Honduras | 2003 - 2005 |
| Motagua      | Honduras | 2005 - 2007 |

## Palmarés

### Campeonatos internacionales
| Título         | Club     | Sede      | Año  |
| -------------- | -------- | --------- | ---- |
| Copa Carlsberg | Honduras | Hong Kong | 2002 |

### Campeonatos nacionales
| Título          | Club        | País     | Año  |
| --------------- | ----------- | -------- | ---- |
| Torneo Apertura | Olimpia     | Honduras | 2002 |
| Torneo Apertura | Real España | Honduras | 2003 |
| Torneo Apertura | Motagua     | Honduras | 2006 |